# Megalo Box
Megalo Box (メガロボクス?) è una serie televisiva anime del 2018 creata in commemorazione del 50º anniversario del manga Rocky Joe. È realizzato dallo studio TMS Entertainment, che ha anche realizzato la seconda stagione di Rocky Joe nel 1980. Il capo della produzione è il regista Yō Moriyama, che collabora con gli sceneggiatori Katsuhiko Manabe e Kensaku Kojima, insieme alla musica composta dall'artista hip-hop Mabanua.

## Trama
La serie si svolge in un ambiente futuristico in cui le persone aventi la cittadinanza vivono più o meno nella ricchezza mentre, nella periferia, vi è una baraccopoli dove i cittadini senza licenza vivono in povertà. In questo mondo il Megalo Boxing è uno sport popolare simile al pugilato, tranne che i pugili combattono indossando un telaio metallico che rende i loro attacchi molto più letali. Jnk.Dog è un giovane che combatte in incontri clandestini truccati, guidato dal suo allenatore Gansaku Nanbu che gli indica di perdere o vincere in base alla maggioranza delle scommesse. Un giorno, preparandosi a salire sul ring, JD incrocia i suoi pugni potenziati tecnologicamente con qualcuno che segnerà il suo destino.

## Personaggi
Joe (ジョー?, Jō)
Doppiato da: Yoshimasa Hosoya
Jnk.Dog (ジャンクドッグ?, Janku Doggu) è un Megalo Boxer clandestino dalla periferia della città il cui vero nome è sconosciuto. Lui è costretto a fare combattimenti clandestini per guadagnare soldi per il suo manager disonesto. Inizialmente combatte con un Gear catorcio che ha costantemente bisogno di riparazioni. Assume il nome Joe quando ottiene un ID civico per entrare nel torneo Megalonia. In seguito il suo nome da Megalo Boxer diventa "Gearless" Joe (ギアレスジー?, Giaresu Jō) come parte di un espediente per salire rapidamente nelle classifiche, combattendo senza Gear contro avversari equipaggiati con Gear. La sua controparte dell'originale Rocky Joe è Joe Yabuki.
Gansaku Nanbu (南部贋作?, Nanbu Gansaku)
Doppiato da: Shirō Saitō
Gansaku Nanbu è il manager di Jnk.Dog, allenatore e giocatore d'azzardo con un problema con l'alcool, anche se nel profondo crede nelle abilità di Jnk.Dog. La sua controparte nell'originale Rocky Joe è Danpei Tange.
Yuri (勇利?, Yūri)
Doppiato da: Hiroki Yasumoto
Yuri è la guardia del corpo di Yukiko e il campione di Megalo Box. Cerca Jnk.Dog dopo che quest'ultimo lo insulta, incontrandolo sul ring clandestino. Lo sconfigge facilmente dicendogli di farsi strada fino al Megalonia se vuole combattere contro di lui. Yuri è equipaggiato con un prototipo di Gear "integrato", che viene innestato chirurgicamente direttamente sulle sue braccia. La sua controparte nell'originale Rocky Joe è Tōru Rikīshi.
Yukiko Shirato (白都ゆき子?, Shirato Yukiko)
Doppiato da: Nanako Mori
Yukiko Shirato è il capo del gruppo Shirato che sovrintende al torneo Megalonia. La sua controparte dell'originale Rocky Joe è Yōko Shiraki.
Sachio (サチオ?)
Doppiato da: Michiyo Murase
Sachio è un ragazzino della periferia, talentuoso nell'uso e nella riparazione dei macchinari, che lui e i suoi amici usano spesso per rubare beni che scambiano per "Red Candy", un tipo di droga. La sua controparte dell'originale Rocky Joe sono i bambini del vicinato con cui Joe Yabuki era amico, in particolare Sachi e Kinoko.
Fujimaki (藤巻?)
Doppiato da: Hiroyuki Kinoshita
Fujimaki è un boss della mafia che organizza lotte fisse per Jnk.Dog e Nanbu.
Tatsumi Leonard Aragaki (タツミ・レナード・アラガキ?, Tatsumi Renādo Aragaki)
Doppiato da: Makoto Tamura
Tatsumi Leonard Aragaki è l'ex allievo di Nanbu. Fu chiamato per il servizio militare pochi anni prima dell'inizio della storia, durante il suo periodo da soldato fu colpito direttamente da un'esplosione che gli costò le gambe e gli fece bruciare metà della faccia. Quando tornò a casa iniziò a soffrire di PTSD che lo portò a tentare il suicidio e sentendosi anche abbandonato da Nanbu dopo aver scoperto che aveva chiuso la sua palestra quando pensava che Aragaki fosse morto. Ritorna alla Megalo Box tre anni prima dell'inizio della storia e si fa strada fino al 17º posto. Quando sente che Nanbu ha un nuovo popolare Megalo Boxer di nome Joe, giura di distruggerlo in modo che Nanbu possa sentire il suo dolore. Alcuni suoi elementi sono tratti dal personaggio di Rocky Joe Kim Yong-bi.
Miyagi (宮城?)
Doppiato da: Yōhei Tadano
È un soldato che ha perso il braccio destro in guerra ed è l'allenatore di Tatsumi Leonard Aragaki.
Mikio Shirato (白都樹生?, Shirato Mikio)
Doppiato da: Tatsuhisa Suzuki
Mikio Shirato è il fratello maggiore di Yukiko e sviluppatore di Ace, un Gear all'avanguardia dotato di intelligenza artificiale che gli permette di leggere e prevedere le mosse di un avversario, formulando strategie perfette. Mikio è arrogante, egoista e compiaciuto, e crede che i "cani randagi" come Joe non siano degni di stare nel suo stesso ring. Mikio è stato rifiutato per diventare il capo del gruppo Shirato in favore di sua sorella, un fatto che lo induce a serbare rancore contro di lei.

## Media

### Anime
Yō Moriyama, che in precedenza ha lavorato come concept designer di L'attacco dei giganti e Kabaneri della Fortezza di ferro, è il direttore e quindi regista e concept designer di questa serie. La sigla di apertura è "Bite" di LEO Imai di NakamuraEmi con brani inseriti eseguiti dall'artista rap COMA-CHI. Sono state prodotte due stagioni composte da 13 episodi, inoltre nei Blu-Ray giapponesi della prima stagione sono stati pubblicati 3 episodi speciali.
In Italia l'intera serie è licenziata da Dynit che ne pubblica gli episodi in simulcast in versione sottotitolata sul portale VVVVID.

#### Episodi

##### Megalo Box
| Nº | Titolo italiano Giapponese 「Kanji」 - Rōmaji - Traduzione letterale | In onda        | In onda |
| Nº | Titolo italiano Giapponese 「Kanji」 - Rōmaji - Traduzione letterale | Giapponese     |         |
| 1  | Buy or Die? 「くすぶる火をたやすな。それが暗い道を照らす灯となる」 - Kusuburu hi o tayasu na. Sore ga kurai michi o terasu akari to naru – "Non spegnere il fuoco. Sarà la luce che illumina la strada buia" | 6 aprile 2018  |         |
| 1  | In un non precisato futuro la Megalo Box è uno sport molto diffuso che rispecchia il classico pugilato, con l'eccezione che ai concorrenti è consentito applicare al proprio corpo degli attrezzi chiamati Gear che potenzino i loro attacchi. All'inizio della storia Yukiko Shirato annuncia un torneo di Megalo Box chiamato Megalonia e sponsorizzato dalla sua azienda, la Shirato Group. Il protagonista, un anonimo pugile che prende parte ad incontri clandestini con lo pseudonimo Jnk.Dog, non può parteciparvi perché non possiede una cittadinanza, appartiene infatti ad una bassa classe sociale ed è definito gergalmente un "cane randagio"; sebbene non dimostri un acceso interesse per il torneo è visibilmente stanco della sua attuale routine di vita, in cui sottostà agli ordini del suo allenatore dettati dalla maggioranza delle scommesse e non può combattere come desidera. In una notte di sfogo, con la sua moto si ritrova nel cantiere dello stadio di Megalonia e per poco non investe la presidentessa Shirato. La sua guardia del corpo e attuale campione di Megalo Box, Yuri, vorrebbe scontrarsi sul posto con Jnk.Dog ma viene fermato dalla sua padrona. L'incontro però è solo rimandato perché Yuri si sostituisce ad un avversario di Jnk.Dog nei suoi tornei clandestini e una volta sul ring entrambi sono pronti a sfidarsi. |                |         |
| 2  | The Man Only Dies Once 「二度死んだヤツはいない、バクチ打ちはそう嘯いた」 - Ni-do shinda yatsu wa inai, bakuchi-uchi wa sō usobuita – "Nessuno muore due volte, disse il giocatore d'azzardo" | 13 aprile 2018 |         |
| 2  | Nanbu chiede a Jnk.Dog di ritirarsi ma egli insiste a voler combattere. Lo scontro riserva molte sorprese da parte di entrambi e termina con la vittoria di Yuri. Jnk.Dog si rialza subito dopo l'uscita del campione dal ring e gli chiede di rientrare, ottenendo come risposta un invito a batterlo in un ring legale. Un'occasione perfetta per Jnk.Dog sarebbe il torneo Megalonia ma il suo allenatore smonta ogni sua speranza spiegandogli che è impossibile per lui partecipare. Jnk.Dog allora si ribella all'ordine di perdere di proposito nel prossimo incontro mettendo nei guai Nanbu con i suoi superiori, che propone l'idea di ripagare i soldi persi alle scommesse con il premio in denaro che il suo socio vincerà al torneo. I superiori accettano la folle sfida e procurano illegalmente un ID di cittadinanza al futuro partecipante, che per la sua nuova identità sceglie il nome di Joe. |                |         |
| 3  | Gear Is Dead 「絶望の果ての負け惜しみ。機械はハナから息しちゃない」 - Zetsubō no hate no makeoshimi. Kikai wa hana kara iki shicha nai – "Una disperata scusa per la sconfitta. Le macchine non respirano dal naso." | 20 aprile 2018 |         |
| 3  | Joe si è iscritto al torneo ma è l'ultimo nella classifica della federazione: dovrà allenarsi e attirare l'attenzione dei media scontrandosi con un avversario forte, inoltre ha bisogno di un nuovo Gear. Sachio, un bambino orfano che sopravvive assieme a tre amici rubando oggetti elettronici per rivenderli, nota il potenziale di Joe e gli chiede di portarlo assieme a lui al torneo Megalonia, ma non viene ascoltato. Il bambino allora si riprende un Gear molto potente che aveva procurato per il suo negoziante e lo regala a Joe. Sachio rivendica il legittimo possesso di quel Gear, in quanto non gli fu pagato a sufficienza, e Joe riesce a usarlo per mettere a tappeto l'assistente del negoziante, arrabbiato per la sottrazione dello strumento. Dopo questa vittoria, Joe invita Sachio a venire assieme a lui al torneo. |                |         |
| 4  | Let's Dance with Death 「死神と踊るより、あの娘とブギーを踊りたい」 - Shinigami to odoru Yori, anomusume to bugī o odoritai – "Preferirei ballare il boogie con quella ragazza, piuttosto che danzare con la morte." | 27 aprile 2018 |         |
| 4  | L'obiettivo di Joe è iniziare il torneo partendo da un alto posto in classifica, perciò deve costruirsi un nome attirando l'attenzione nei pochi scontri antecedenti all'evento. Il primo di questi è con Shark Samejima, al quale si presenta per la prima volta con il nome "Gearless" (cioè "senza Gear") Joe. Durante il suo ingresso nel ring, Joe viene deriso dal pubblico per l'arroganza di voler combattere senza nessun supporto, e dopo il primo round non riesce più a combattere con il pieno controllo di sé. Sachio capisce che Joe non sta bene e dopo molti tentativi riesce a farlo notare a Nanbu, il quale si accorge di una forte insicurezza in Joe e lo rassicura. Dopo questo momento, Joe ritrova la stabilità del suo corpo e vince l'incontro giocando d'astuzia. Joe, Nanbu e Sachio danno alla loro squadra il nome di "Team Terra di Nessuno" e, incontro dopo incontro, il nome di Gearless Joe inizia conquistare la fama. |                |         |
| 5  | The Man from Death 「あんたはどこから来たんだ？向こう岸だよ、地獄さ」 - Anta wa doko kara kita nda? Mukōgishida yo, jigoku sa – "«Tu da dove vieni?» «Dalla riva opposta, dall'Inferno.»" | 4 maggio 2018  |         |
| 5  | Nanbu chiede a un suo amico di cercargli un avversario di alto livello per Joe e colui che trova è Aragaki, il suo ex allievo. Aragaki ha dovuto rinunciare alla Megalobox perché si era arruolato nell'esercito e in guerra perse entrambe le gambe in un'esplosione; come se ciò non bastasse fu data la falsa notizia della sua morte alla quale Nanbu credette, e al suo ritorno Aragaki si trovò anche senza allenatore. Nonostante le sue sfortune Aragaki è tornato a gareggiare con delle protesi e può vantare un'ottima posizione in classifica. Nanbu sa che Aragaki è molto forte e prova invano a convincere Joe a rinunciare al duello. Aragaki sa bene che Joe non ha niente a che fare con la sua separazione da Nanbu, ma vuole comunque sconfiggerlo per smontare quello che il suo ex allenatore ha creato in tanti anni per fargli rimpiangere di averlo abbandonato. Lo scontro tra i due lottatori ha inizio e Aragaki passa subito in vantaggio. |                |         |
| 6  | Until the Last Dog Dies 「真夏の犬は人を殺したくなる暑さだが、決してへたばりゃしない」 - Manatsu no inu wa iito o koroshitaku naru atsusadaga, kesshite heta barya hhinai – "D'estate, per il caldo, i cani vogliono uccidere gli uomini, ma sono troppo spossati per farlo." | 11 maggio 2018 |         |
| 6  | Joe si rialza da terra e continua a lottare. Sia lui che Aragaki seguono gli insegnamenti di Nanbu, Joe però si dimostra più risoluto e stabile. Dopo il quarto round Aragaki si arrende e la vittoria viene data a Joe, incredulo come i suoi compagni. Il motivo che ha costretto Aragaki a ritirarsi è la sua ferita a una gamba che si è riaperta mettendola sotto sforzo sulla protesi, per evitare di perdere per sempre la facoltà di camminare il pugile ha preso questa decisione assieme al suo allenatore. Dopo l'incontro Nanbu va a salutare Aragaki, il quale gli restituisce il portafortuna che ricevette da lui prima di andare in guerra, con l'augurio che adesso potrebbe tornare utile a Joe. |                |         |
| 7  | The Road to Death 「三の名がつくあの川を渡るのに、往復の船賃は無用だ」 - San no na ga tsuku ano kawa o kataru no ni, ōfuku no funachin wa muyōda – "Per attraversare il fiume dai tre nomi, non c'è bisogno di pagare per il ritorno." | 18 maggio 2018 |         |
| 7  | L'ultimo posto disponibile per il torneo Megalonia è quasi raggiunto da Mikio Shirato, il fratello della presidentessa Yukiko. Mikio deve scontrarsi ancora con un altro pugile, Suger, e dopo averlo sconfitto lancia un'ultima sfida a Gearless Joe. Se non l'avesse fatto lui ci avrebbe pensato Yukiko a far incontrare Mikio e Joe: la presidentessa vuole impedire al fratello di partecipare al torneo, per la stampa il motivo è la volontà di non fare favoritismi, ma la vera ragione è un dissidio familiare. Joe è ricoperto di lividi per via dei troppi incontri sostenuti in poco tempo e, sebbene Nanbu gli ordini di riposarsi, Sachio e i suoi amici lo allenano sulla stabilità dei piedi. Il giorno del duello tra Joe e Mikio, quest'ultimo attende l'avversario fuori dallo stadio e lo saluta con il suo nome clandestino, Jnk.Dog. Come Yukiko è disposta a fare tutto per escludere Mikio, anche lui vuole partecipare al torneo ad ogni costo, e la strategia di minacciare Joe di rivelare pubblicamente le sue origini ha effetto: venendo costretto da Nanbu, Joe non si presenta sul ring. |                |         |
| 8  | Deadline of the Dream 「あんたの夢の賞味期限を決めるのは、誰かじゃない」 - Anta no yume no shōmi kigen o kimeru no wa, dareka janai – "Nessuno può decidere la data di scadenza dei tuoi sogni." | 25 maggio 2018 |         |
| 8  | Dopo il forzato ritiro di Joe dal duello con Mikio, il combattente senza Gear viene automaticamente escluso dal torneo. Grazie a un giro di conoscenze il Team Terra di Nessuno scopre del distacco interno della famiglia Shirato e che Mikio, dotato del Gear Ace funzionante con un'intelligenza artificiale che reagisce al Gear dell'avversario, non avrebbe avuto speranza di vincere contro un pugile che non stimola la tecnologia. Nanbu chiede di persona alla presidentessa della Shirato di disputare nuovamente lo scontro tra Joe e Mikio facendo leva sul fatto che suo fratello non avrebbe possibilità di vittoria, ma Yukiko non vuole accettare perché resta il fatto che si sono ritirati senza voler combattere, un comportamento non adatto per un partecipante del Megalonia. Durante la cerimonia di apertura Joe si presenta reclamando un nuovo incontro con Mikio, solo allora Yukiko cambia idea su di lui e acconsente. |                |         |
| 9  | A Dead Flower Shall Never Bloom 「あの花のつぼみは腐臭をまき散らし、種は土にかえる」 - Ano hana no tsubomi wa fushū o makichirashi, tane wa tsuchi ni kaeru – "Il bocciolo di quel fiore sparge odore di marcio e i suoi semi ritornano alla terra." | 1º giugno 2018 |         |
| 9  | Mikio Shirato e Joe iniziano il combattimento e si scopre che il Gear Ace è in grado di reagire anche ai movimenti dei soli muscoli dell'avversario. Joe subisce la maggior parte dei colpi e finisce più volte a terra, anche fuori dal ring. Mikio si è allenato duramente per ottenere un'alta sincronizzazione con il suo Gear ma spesso non capisce se i movimenti che esegue sono per volontà sua o dell'intelligenza artificiale. Alla fine del terzo round Joe prova ad abbassare la guardia e l'Ace, non avendo previsto quella situazione, non lo attacca, così Joe sfrutta la stessa strategia nel round successivo e stende Mikio con un sol colpo. L'incontro termina e Joe diventa il "final one", l'ultimo partecipante ammesso al torneo Megalonia. |                |         |
| 10 | The Die Is Cast 「サイは投げられた。ダブルアップでベットするも良し」 - Sai wa nage rareta. Daburu appu de betto suru mo yoshi – "Il dado è tratto. Tanto vale raddoppiare la puntata." | 8 giugno 2018  |         |
| 10 | Fujimaki, il capo del circolo di Nanbu al quale spetta la vincita del torneo, è venuto a ricordare al Team come comportarsi al primo scontro con il pugile Burroughs. Joe scopre che l'obiettivo prefissato da Nanbu non era la vittoria del Megalonia e il debito sarebbe stato ripagato assecondando le scommesse del primo incontro intercettate da Fujimaki, esattamente come faceva negli incontri clandestini, quindi abbandona la sua squadra sentendosi tradito dal suo allenatore. Nanbu, durante la scalata della classifica, ha rivalutato le capacità di Joe e ha deciso di affidarsi a lui; anche Sachio ha fatto la stessa scommessa su Joe per poter vincere sulla Shirato e vendicare lealmente suo padre, un ingegnere sfruttato fino alla morte dall'azienda. Nanbu chiede a Yukiko Shirato di accogliere Sachio per responsabilizzarsi della sua orfanilità e si vergogna per aver puntato in basso, malgrado all'epoca non avrebbe saputo fare di meglio. Joe scambia due parole con Yuri per complimentarsi della sua prima vittoria e, dopo avergli confidato il suo personale motivo per cui combatte, fa suo quello di Yuri che onora il sogno di chi ha creduto in lui e gli ha permesso di diventare un campione. |                |         |
| 11 | A Deadmarch 「辛気臭い讃美歌はよしてくれ。欲しているのはラッパだ」 - Shinkikusai sanbika wa yoshite kure. Hoshite iru no wa rappada – "Basta con questi inni noiosi. Vogliamo il rap." | 15 giugno 2018 |         |
| 11 | Joe si arrende al volere del circolo clandestino e si presenta sul ring con il suo vecchio Gear e una cuffia per seguire gli ordini di Nanbu, che osserva l'incontro a distanza assieme ai suoi superiori. L'avversario è Glen Burroughs, soprannominato Bloody Lion. Per i primi due round Joe non segue alla lettera le parole di Nanbu ma sembra voler rispettare la resa, che dovrà avvenire nel terzo round. Prima di ciò, Sachio entra nello stadio e implora Joe di non arrendersi. Subito dopo Joe si fa colpire e, mentre è a terra, Yuri gli ricorda che non può rinunciare allo scontro con lui e perfino Nanbu ripete l'incoraggiamento, ma questo gli costerà la perdita di un altro occhio. Joe raccoglie le volontà dei suoi amici e si rialza, si libera del Gear e pone fine all'incontro. |                |         |
| 12 | Leap over the Edge of Death 「岸辺にアルバムを残したいなら、三の川から引き返せ」 - Kishibe ni arubamu o nokoshitainara, san no kawa kara hikikaese – "Se lascerai un disco sulla riva, tornerò a prenderlo dal fiume Stige." | 22 giugno 2018 |         |
| 12 | Yuri ha preso la decisione di combattere contro Joe senza il suo Gear. Così facendo non sarà più il promotore della Shirato, Yukiko non è disposta ad accettarlo e si prepara ad annullare la finale del torneo. A Yuri non importa più dei progetti fatti in passato, ora vuole combattere solo per sé stesso e, dopo essersi fatto rimuovere il Gear da Mikio Shirato, trascorre più di cinque giorni in preda all'agonia conseguente l'operazione. Yukiko va a trovarlo e cerca di proporgli personalmente un'anestesia, ma egli la rifiuta perché considera la sua sofferenza come parte dell'allenamento per la finale. Sachio ha smarrito la tessera dell'ID di cittadinanza di Joe, viene trovata da una fidata dipendente della Shirato che scopre che si tratta di un'identità fasulla. La dipendente propone alla presidentessa di rendere pubblica la violazione e approfittarne per annullare il torneo, ma Yukiko la prega di attendere. Dopo qualche giorno Yukiko capisce che la determinazione di Joe è legata a quella di Yuri, che è riuscita a comprendere dopo averci parlato, così acconsente ad entrambi di partecipare all'ultimo duello come da programma. |                |         |
| 13 | Born to Die 「肉は朽ちても骨は残る。それが正を受けた証となる」 - Niku wa kuchite mo hone wa nokoru. Sore ga sei o uketa akashi to naru – "Anche se la carne si decompone, restano le ossa. È questa la prova di aver vissuto." | 29 giugno 2018 |         |
| 13 | Ha inizio il tanto atteso scontro tra Joe e Yuri, che adesso sono entrambi "Gearless", e dai primi movimenti sembra che Yuri abbia giovato dalla rimozione del suo Gear integrato. Per la prima volta viene disputato un incontro di Megalo Box in cui entrambi i partecipanti sono sprovvisti di qualsiasi tipo d Gear. Yuri non ha più una squadra che lo sostiene, perciò Sachio lo aiuta per rispetto dandogli da bere. L'incontro finale prosegue fino a diventare il più lungo mai sostenuto nella storia della Megalo Box. Joe sta sempre più sulle difensive e Yuri guadagna terreno, ma prima del tredicesimo e ultimo round, Nanbu dona un incoraggiamento al suo discente, il quale si pareggia con l'avversario. Un anno dopo, il Team Terra di Nessuno ha chiuso la sua vecchia sede fatiscente e ha aperto una nuova palestra. Joe e Yuri sono usciti dal mondo della Megalo Box e assistono con piacere all'annuncio, da parte di Yukiko Shirato, della seconda edizione del torneo Megalonia. |                |         |

##### Megalo Box 2: Nomad
| Nº | Titolo italiano Giapponese 「Kanji」 - Rōmaji | In onda        | In onda |
| Nº | Titolo italiano Giapponese 「Kanji」 - Rōmaji | Giapponese     |         |
| 14 | I fantasmi mormorano un requiem 「亡霊たちは鎮魂歌を口ずさむ」 - Bōrei-tachi wa chinkonka o kuchizusamu | 4 aprile 2021  |         |
| 14 | Sono passati cinque anni dal primo torneo Megalonia. Durante un'amichevole con Edison Liu, il vincitore della seconda edizione, Gearless Joe ha abbandonato il ring e ciò ha segnato il suo ritiro. Dopo questo evento ha assunto il nome di Nomad, si è fatto crescere la barba per nascondere la sua vecchia identità e ha continuato a frequentare gli incontri clandestini, a patto che non siano truccati. Nomad si dopa e vede sporadicamente l'immagine di Nanbu; negli incontri esagera con la violenza e ciò lo porta alla vittoria, ma anche al licenziamento per via della facile prevedibilità delle scommesse. Durante lo scontro con Chief, un pugile che riconosce la sua identità, Nomad vince per un simulato KO dell'avversario e solo dopo un confronto a parole con Chief fuori dallo stadio si rende conto che nella sua attuale posizione non ha più il diritto di criticare l'arrendevolezza alle scommesse. |                |         |
| 15 | La disperazione dà coraggio ai codardi 「絶望は臆病者に勇気を与える」 - Zetsubō wa okubyōmono ni yūki o ataeru | 11 aprile 2021 |         |
| 15 | Mio, un ragazzo appartenente a una comunità di immigrati, ruba la moto di Nomad per smontarla in pezzi e rivende il suo Gear. Arrivato nella residenza della comunità, un luna park abbandonato, Nomad reclama la sua moto. Mara, la madre di Mio, impone al figlio di rimontarla e promette di risarcirgli il Gear, ma Nomad non lo accetterà come ringraziamento dell'ospitalità che riceve. Il giorno di commemorazione dei defunti la comunità viene avvisata che dovrà abbandonare il terreno perché verrà messo all'asta, così Chief, che vive in quel posto, decide di partecipare a un torneo locale di Megalo Box e comprare la proprietà con i soldi del premio. Mio scopre la vera identità di Nomad e tradisce il suo segreto per interessi personali, ma il giorno dopo il pugile lascia la comunità e i suoi piani vanno in fumo. Dopo qualche giorno, Nomad torna indietro per aiutare Chief a vincere il torneo, ma per essere accettato deve abbandonare le sue droghe. |                |         |
| 16 | Se vuoi il malessere del marciume radicale, non tappare la bocca dell'anfora 「患いの根腐れを望むなら、水瓶の穴を塞ぐな」 - Wazurai no negusare o nozomu nara, mizugame no ana o fusagu na | 18 aprile 2021 |         |
| 16 | Hikawa cerca di scacciare gli immigrati mettendoli contro Chief: affida a dei ragazzi, tra cui anche Mio, il compito di vandalizzare la proprietà con danni materiali e graffiti riportanti messaggi minatori. La comunità sa che l'operato è stato voluto da Hikawa ma se la prende con Chief perché ha voluto sfidarlo. Joe inizia l'astinenza dai farmaci stupefacenti soffrendo molto, ciononostante allena Chief in vista del torneo. I compagni di Chief, vedendo quanto è determinato anche di fronte alle difficoltà causate dai vandali, lo aiutano e lo sostengono sul ring. Vittoria dopo vittoria, Chief arriva in finale, e proprio quella sera scoppia un incendio nella sua roulotte. |                |         |
| 17 | Se sboccia il fiore dell'anima, l'amore non si perderà 「魂の花が咲けば、愛を失ったためしはない」 - Tamashii no hana ga sakeba, ai o ushinatta tameshi wa nai | 25 aprile 2021 |         |
| 17 | Mio rivela agli adulti di essere coinvolto negli episodi di vandalismo e lascia la comunità come ultimo segno di disprezzo. Joe cerca invano di persuaderlo a tornare. Il viaggio di Mio si conclude presto perché, una volta pentito, si presenta sotto il ring dove Chief sta disputando il suo incontro finale e tifa per lui. Malgrado l'avversario lo abbia insultato e infranto il regolamento con un colpo, Chief riesce a vincere e regala il premio a tutti i suoi amici. Mio lascia il suo gruppo di teppisti e ritorna nella sua famiglia. La mattina dopo Chief viene trovato morto nella sua roulotte, si tratta senz'altro di un gesto vigliacco di Hikawa. Con noncuranza verso l'odio che gli causò la morte Chief viene seppellito e il terreno ufficialmente acquistato. Joe, dopo quest'esperienza, ha deciso che non fuggirà più dal passato e fa ritorno sui suoi passi. Mio gli affida il Gear di Chief. |                |         |
| 18 | La terra promessa rispose che il messia non sarebbe rimasto 「救世主は居やしないと約束の地は答えた」 - Kyūseishu wa iyashinai to yakusoku no chi wa kotaeta | 2 maggio 2021  |         |
| 18 | Joe ritorna alla palestra Terra di Nessuno, completamente distrutta da un'alluvione, e Sachio cerca di costringerlo con la forza a lasciare quel luogo. Parallelamente vengono narrati i fatti antecedenti la morte di Nanbu: per inseguire la lieve speranza di una cura migliore, Joe accetta di scontrarsi sul ring contro Liu, l'allievo di Yuri, e con il premio aiutare il suo allenatore. I dottori però sostengono che Nanbu non potrà guarire e mentre Joe si allena per l'incontro i bambini visitano Nanbu ogni giorno e cercano di persuadere Joe a fare altrettanto. Da questi dissapori le strade di Joe e del Team Terra di Nessuno si sono separate. I bambini sono cresciuti da soli, hanno dovuto anche fronteggiare autonomamente una calamità naturale e ora né loro né Aragaki vogliono riallacciare i rapporti con Joe. |                |         |
| 19 | Anche se sei cosciente della tua impotenza, Dio ti offrirà la sua immagine da calpestare 「無力だと自覚しても、神は踏み絵を差し出す」 - Muryoku da to jikaku shite mo, kami wa fumie o sashidasu | 9 maggio 2021  |         |
| 19 | Sachio è diventato un pugile che disputa solo incontri onesti e un giorno ferisce un suo collega, Condor Kunimura, che ha recato offesa verso la trattoria del suo amico Bonjiri poco dopo esservi entrato. Costui, assieme al suo compare Hashimoto, torna a distruggere il locale e a rubare l'atto di proprietà, che è disposto a restituire solo se Sachio vincerà un incontro con Butcher Ushiyama. Fujimaki, il proprietario del ring Drunk Monk, decide di far gareggiare Joe al posto di Sachio per proporre al pubblico uno sconto più interessante. Joe ha saputo dell'accaduto e si è offerto per recuperare l'atto di proprietà tornando su un ring per la prima volta dopo la sconfitta contro Liu. Joe anche questa volta perde miseramente, ma riottiene ugualmente il contratto con l'imbroglio. Sachio confessa ai suoi amici, i quali credevano che Joe li avesse abbandonati, che anni addietro fu lui a intimare Joe di andarsene dalle loro vite, e quella sera glielo chiede nuovamente. |                |         |
| 20 | Lo sciocco che mostra la sua carta non è uno stupido pagliaccio 「カードが示す愚か者は間抜けな道化師じゃない」 - Kādo ga shimesu orokamono wa manuke na dōkeshi ja nai | 16 maggio 2021 |         |
| 20 | Liu combatterà contro Mac Rosario, un pugile tornato alla ribalta dopo un grave incidente subito quando faceva il poliziotto. La sua rinascita è stata resa possibile dal Brain Encoding System, un chip integrato nel cervello sviluppato da Ryugo Sakuma, amministratore della Rosco, con il supporto della Shirato. Mac Rosario mentre lotta attraversa un fenomeno denominato Mac Time che gli fa perdere la ragione e gli fa tirare i colpi migliori. Egli si pone l'obiettivo di vincere per consacrare il suo ritorno e allo stesso ringraziare gli scienziati che glielo hanno permesso. Prima dell'incontro Liu vuole assolutamente battersi con il Gearless Joe che conobbe Yuri sul ring per provare le stesse emozioni del suo mentore l'ultima volta che ha combattuto. Liu infatti non mira a diventare più forte del suo avversario, bensì a superare il suo maestro. Il pugile riesce a organizzare un incontro di sparring con Joe che viene prontamente filmato di nascosto da Santa, giornalista in erba amico di Sachio, il quale scrive un articolo al riguardo per diffondere la notizia del ritorno di Joe. |                |         |
| 21 | All'inizio della tua fine, la traiettoria dell'arcobaleno disegna una parabola 「終わりの始まりに、虹の軌跡はアーチを描く」 - Owari no hajimari ni, niji no kiseki wa āchi o kaku | 23 maggio 2021 |         |
| 21 | Ha inizio l'incontro tra Edison Liu e Mac Rosario. Il campione in carica usa il primo round per studiare l'avversario e il secondo per attaccarlo. Durante il terzo sembra in procinto di vincere ma Mac lo coglie di sorpresa e gli soffia la vittoria, nonché il titolo di campione. Liu viene ricoverato d'urgenza per problemi respiratori e secondo Yuri la sua carriera è terminata. Mac, stressato dalla Megalo Box, cade in frequenti crisi cerebrali e la moglie Maya ne parla con Sakuma sperando che possa aiutarlo a guarire. Nel frattempo Mikio Shirato sta svolgendo una ricerca su un malfunzionamento del BES e promette a sua sorella di tenerla informata. |                |         |
| 22 | Nella vita non basterebbe una mano sola, ma in qualche modo si vive lo stesso 「生きる術は片手じゃ足りないが、生き方はそれでも余る」 - Ikiru sube wa katate ja tarinai ga, ikikata wa sore de mo amaru | 30 maggio 2021 |         |
| 22 | La Rosco ha avviato un progetto con l'esercito per adoperare il BES nei soldati infermi. Yukiko Shirato non appoggia l'utilizzo del dispositivo per scopi bellici e Sakuma teme una rottura della loro collaborazione. Joe desidera ancora ricostruire la palestra del Team Terra di Nessuno e riacquista gradualmente la fiducia di Bonjiri, Santa, Aragaki e Oicho. Sachio è ancora in cattivi rapporti con Joe ma dopo la morte di Nanbu fu il primo a voler ricomporre la famiglia, e tentò di sopperire alla mancanza di Joe seguendo le sue orme. Mac Rosario lasciò la Megalo Box dopo aver assistito alla commovente finale del primo Megalonia, non ritenendosi degno della sportività di Yuri e Joe, e ora che è diventato il campione di quello sport desidera sfidare Gearless Joe sul ring. |                |         |
| 23 | Le sconfitte del passato si accompagnano ai segni di buona sorte 「過去の敗北は幸運の兆しと共にある」 - Kako no haiboku wa kōun no kizashi to tomo ni aru | 6 giugno 2021  |         |
| 23 | Tomoka Yoshimura, una ex studentessa universitaria di Mikio Shirato, lo prega di ritirare la sua ricerca sulle pecche del BES da lei ritenuta diffamatoria, ma il professore si rifiuta. Joe viene ufficialmente invitato a disputare un incontro amichevole con Mac e i suoi colleghi tentano di dissuaderlo, convinti che non riuscirebbe a vincere. Joe vuole accettare e chiede a Sachio di allenarlo, ma viene nuovamente respinto. Il proprietario della palestra di Sachio propone loro di decidere sul ring chi è degno di proseguire la carriera e così fanno. Durante lo scontro Joe ha modo di dimostrare al ragazzo la sua determinazione, che assieme all'egocentrismo lo portò a fare delle scelte sbagliate anni addietro, e gli fa capire che non deve addossarsi la colpa dello scioglimento del team. Sachio si convince delle sue parole e perde l'incontro con il sorriso sulle labbra. Poco dopo Joe sviene improvvisamente. |                |         |
| 24 | Quando ti liberi dell'armatura che non potevi togliere, germogliano i semi della sfortuna e della fortuna 「脱げなくなった鎧を外す時、不幸と幸福の種が芽を出す」 - Nugenaku natta yoroi o hazusu toki, fukō to kōfuku no tane ga me o dasu | 13 giugno 2021 |         |
| 24 | Il restauro della palestra Terra di Nessuno è completato e i ragazzi festeggiano assieme a Joe, che coglie l'occasione per raccontare loro di Chief e di cosa fece nella sua vita dopo averli lasciati. Il suo svenimento è dovuto alla consunzione del suo corpo, e alla luce di questo chiede ai ragazzi se desiderano rivederlo sul ring un'altra volta, anche se potrebbe essere l'ultima. Sebbene in cuor loro non vogliano che muoia, credono in Joe e accettano per lui la sfida, che disputerà con il Gear di Chief fatto per lui da suo figlio Carlo. Mac si allena e, visto che il suo corpo raggiunge i punti critici sempre più spesso, Sakuma fa alzare le soglie per tali rilevamenti. Anche le crisi in casa sono più frequenti e la moglie decide di confessargli di aver compiuto la scelta sbagliata per lui: in passato gli rifiutò un normale percorso di riabilitazione per sottoporlo all'esperimento del BES, costretta dalla terribile situazione del figlio Miguel che ha potuto operarsi solo dopo il contratto firmato con la Rosco. Mac va a parlare con Sakuma della faccenda ma si rende conto di non poter più tornare indietro.                                                                                              |                |         |
| 25 | Anche se le ovazioni si placano, la voce dei muti non sparirà 「喝采が鳴りやんでも、声なき者の声は消せやしない」 - Kassai ga nariyan de mo, koe naki mono no koe wa keseyashinai | 20 giugno 2021 |         |
| 25 | Mac passa la notte a vagabondare e ritrova Hakim, un suo vecchio collega poliziotto, con cui ricorda i tempi passati mentre lavorava alla polizia. Il mattino seguente Mac torna a casa, dove la moglie e il figlio lo stavano aspettando, e comunica a Sakuma che accetterà di sfidare Joe ma svolgerà l'incontro a modo suo. Nel frattempo Oicho, Abuhachi e Sachio adattano il Gear di Chief alle esigenze di Joe e Aragaki lo allena concentrandolo sulla difesa. Arriva il giorno dell'incontro e i due campioni si preparano a salire sul ring. |                |         |
| 26 | Chi ha le ali porta con sé chi non le ha, e chi non ha le ali benedice chi le ha 「翼ある者は翼なき者を背負い、翼なき者は翼ある者を祝福する」 - Tsubasa aru mono wa tsubasa naki mono o shoi, tsubasa naki mono wa tsubasa aru mono o shukufuku suru | 27 giugno 2021 |         |
| 26 | Yoshimura, pentita per aver nascosto i dati delle anomalie del BES sul cervello di Mac, riporta il fatto alla presidentessa della Shirato e lo stesso Mac, apprezzando la sua onestà, la sceglie come assistente durante il match per far sì che lo avverta prima dell'inizio del Mac Time. Joe combatte seguendo l'allenamento e lo scontro prosegue fino a che entrambi sono finiti a terra e si sono rialzati. Da quel punto Mac inizia a combattere sul serio e i sensori del BES nel range regolare dimostrano che sta usando la sua vera forza. Sachio, accompagnato dalla volontà di Nanbu, decide che per Joe è il momento di fermarsi e lancia l'asciugamano sul ring regalando una meritata vittoria a Mac e un'onorevole uscita di scena a Joe. La notizia dello sfruttamento del cervello di Mac diventa di dominio pubblico: Sakuma viene arrestato e la Shirato non manca di assumersi le sue responsabilità sciogliendo ogni licenza riservata del dispositivo. Yukiko lascia la presidenza della Shirato in mano ad Asamoto e si reca nella palestra Terra di Nessuno portando con sé i bambini orfani della sua residenza. Sachio parte per una nuova vita e Joe lo accompagna fino a metà strada, fermandosi a salutare la tomba di Chief. |                |         |

### Manga
Chikara Sakuma ha lanciato un adattamento manga dell'anime  Megalo Box  intitolato Megalo Box - Shukumei no Sōken (メ ガ ボ ボ ス 宿命 双拳 ?, "Megalo Box-The Twin Fists of Fate") che è impostato per essere serializzato in Kōdansha  Shōnen Magazine Edge  il 17 febbraio 2018.